# Kimberly Glass
Kimberly Glass (ur. 18 sierpnia 1984 w Lancaster) – amerykańska siatkarka, reprezentantka kraju. Gra na pozycji atakującej. W kadrze narodowej zadebiutowała w 2007 roku.
Największy sukces z reprezentacją odniosła w 2008 roku, zdobywając wicemistrzostwo olimpijskie.

## Sukcesy

### klubowe
- Mistrzostwo Czech:
  -  2010
- Puchar Czech:
  -  2010
- Mistrzostwo Turcji:
  -  2009
- Klubowe Mistrzostwa Świata:
  -  2011
- Mistrzostwo Azerbejdżanu:
  -  2011, 2012
- Wicemistrzostwo Chin:
  -  2013
- Klubowe Mistrzostwo Azji:
  -  2013

### reprezentacyjne
- Igrzyska Olimpijskie:
  -  2008
- Puchar Świata:
  -  2007
- Grand Prix:
  -  2011